# Hypercompe orbiculata
Hypercompe orbiculata là một loài bướm đêm thuộc phân họ Arctiinae, họ Erebidae.